# Отворено првенство Прага у тенису 2008.
Четврти тениски ВТА турнир Отворено првенство Прага у тенису 2008. под именом „ЕЦМ Праг опен“ одржан је у Прагу Чешка Република у времену од 28. априла - 4. маја 2008. године. Турнир је IV категорије са наградним фондом од 145.000 долара. Игра се на отвореним теренима Првог тениског клуба у Прагу са земљаном подлогом и учешћем 32 такмичарке из 18 земаља и 16 парова са тенисеркама из 18 земаља.

## Победнице

### Појединачно
Вера Звонарјова  Русија — Викторија Азаренка  Белорусија 7-6(2), 6-2
- Ово је за Веру Звонарјову била шеста ВТА титула у каријери.

### Парови
Андреја Хлавачкова / Луција Храдеацка  Чешка — Џил Крејбас  Сједињене Државе / Михаела Крајчек  Холандија 1-6, 6-3, 10-6
- За Андреју Хлавачкову ово је била друга ВТА титула у игри парова а Луцији Храдецкој четврта у игри парова у каријери.